# Johann Draconites
Johann Draconites, właściwie Johann Trach lub Drach, zwany też Karlstadtem (ur. w 1494 w Karlstadt, zm. 18 kwietnia 1566 w Wittenberdze) – niemiecki teolog luterański, działacz reformacyjny, biblista i humanista.

## Życiorys
Johann Draconites podjął studia na Uniwersytecie w Erfurcie w 1509 roku i, po uzyskaniu tytułu magistra w 1514 roku, dołączył do kręgu poetów skupionego wokół Eobena Hessusa. Członkowie tego kręgu byli wielbicielami Erazma, więc w 1520 roku udał się do Niderlandów na spotkanie z tym uczonym. Jednak niedługo potem stał się zwolennikiem Lutra, na co wpłynęła jego wizyta w Erfurcie w kwietniu 1521 roku. W czerwcu tegoż roku Draconites został, ze względu na swe poparcie dla Lutra, usunięty ze stanowiska kanonika katedralnego, jednak protesty ludu i studentów doprowadziły do przywrócenia go na stanowisko. W tym też miesiącu odbyły się zamieszki wymierzone w duchowieństwo, o wywołanie których posądza się Draconitesa, a które doprowadziły do głębokiego rozdarcia pomiędzy katolikami a ewangelikami. Epidemia zmusiła go do udania się do Wittenbergi, gdzie studiował język hebrajski, jednak następnego roku został powołany na proboszcza Miltenbergu. W nauczaniu i praktyce zbliżał się do modelu wittenberskiego, co wzbudziło wrogość miejscowych katolików. Wezwano go do stawienia się przed przedstawicielem arcybiskupa Moguncji, Draconites jednak odmówił, więc został ekskomunikowany. Przekonany przez błagania swoich parafian, uciekł przed grożącym mu niebezpieczeństwem we wrześniu 1523 roku i mieszkał w Wertheimie, Norymberdze, Erfurcie i Wittenberdze, skąd napisał pocieszający list dla mieszkańców Miltenbergu, gdzie siłą przywrócono dawny porządek. W 1525 roku został proboszczem Waltershausen nieopodal Gotha, i następnego roku został wizytatorem okręgu Tenneberg. Jego posługa wywołała konflikty, więc w 1528 roku zrzekł się urzędu i żył jako osoba prywatna w Eisenach, gdzie podjął pracę nad wielojęzycznym wydaniem Biblii. Jego rezygnacja z działalności publicznej wzbudziła podejrzenia i oskarżono go nawet o herezję, Draconites był jednak wierny nauce ewangelickiej i w obronie przedstawił dzieło Bekenntnis des Glaubens und der Lehre.
W 1534 roku Draconites został proboszczem i profesorem w Marburgu. Na obu polach działał z wielką gorliwością. Publikował komentarze biblijne, kazania i literaturę pobożnościową. Odnowił też przyjaźń z Eobenem Hessuse, w 1540 roku wygłosił mowę na jego pogrzebie, opublikował także jego listy. Prowadził misję wśród Żydów. W 1537 roku podpisał Artykuły Szmalkaldzkie. Popadł jednak w spór z Thamerem, profesorem Uniwersytetu w Marburgu, na temat związku skruchy i usprawiedliwienia. Thamer cieszył się poparciem młodego landgrafa i Draconites, po czternastu latach posługi, musiał opuścić miasto w październiku 1547 roku. Przez jakiś czas wykładał w Lubece na temat ksiąg prorockich i w latach 1549–1550 opublikował dzieło Gottes Verheißungen von Christo Jesu poświęcone proroctwom mesjanistycznym. Ze względu na swoją reputację znawcy języka hebrajskiego objął profesurę na Uniwersytecie w Rostocku i kilka razy sprawował funkcję rektora. W 1557 roku został superintendentem Rostocku ze względu na poparcie władz świeckich, choć faworytami duchowieństwa byli Tilemann Hesshus i Petrus Eggerdes. Jego liberalna interpretacja przepisów o szabacie doprowadziła do oskarżenia go o antynomizm. W 1560 uzyskał od pruskiego księcia Albrechta stanowisko przewodniczącego konsystorza diecezji pomezańskiej z siedzibą w Kwidzynie. Tam miał możliwość ukończenia swojego wielojęzycznego wydania Biblii.
Ostatnie lata życia Draconites spędził w Wittenberdze. Jego Biblia Pentapla zaczęła ukazywać się w 1563 roku. Do 1565 roku zdążył opublikować księgi Psalmów, Przysłów, Izajasza, Malachiasza, Joela, Zachariasza i Micheasza, a także pięć pierwszych rozdziałów Księgi Rodzaju. Tekst hebrajski był wydrukowany bardzo dużą czcionką, a pod każdym słowem znajdował się aramejski, grecki, łaciński i niemiecki odpowiednik. Teksty o charakterze mesjańskim były wydrukowane czerwoną czcionką. Praca nie przedstawiała jednak wielkiej wartości ze względu na głębokie zmiany dokonane w tekście i praca pozostała niedokończona.

## Wybrane dzieła
- Epistel an die Gemeyn zu Miltenberg. 1523
- Bekenntnis des Glaubens und der Lehre. Erfurt 1525 (Wersja elektroniczna)
- Der hundert und siebenzehend Psalm. Frankfurt am Main 1542 (Wersja elektroniczna)
- Epistolae familiares Eobani Hessi. 1543
- Von rechter Lehre. Tübingen 1544 (Wersja elektroniczna)
- Rede auf Luthers Tod vor der Marburger Universität. 1546
- Gottes Verheißungen von Christo Jesu. Lübeck 1549-1551 (Wersja elektroniczna)
- Biblia pentapla. 1563-65.